# Montauban
För andra betydelser, se Montauban (olika betydelser).
Montauban (occitanska: Montalban) är en stad och kommun i departementet Tarn-et-Garonne i regionen Occitanien i södra Frankrike. Kommunen är chef-lieu över 6 kantoner som tillhör arrondissementet Montauban. År 2022 hade Montauban 62 487 invånare. Montauban är regionhuvudstad i departementet Tarn-et-Garonne.
Montauban grundlades 1144 och var en av hugenotternas "säkerhetsplatser". En bro från början av 1300-talet förenar staden med förorten Ville Bourbonne. Bland stadens kyrkor märks Saint Jacques i gotisk stil, uppförd omkring 1400. Stadens katedral Notre-Dame är uppförd i barockstil under 1700-talet. Det forna biskopsslottet är numera museum. I staden finns även ett museum över stadens son, Jean Auguste Dominique Ingres.

## Befolkningsutveckling
Antalet invånare i kommunen Montauban
| Referens: INSEE |

## Kända personer från Montauban
- Jean Auguste Dominique Ingres (1780-1867)
- Olympe de Gouges  (1748-1793)

## Monument

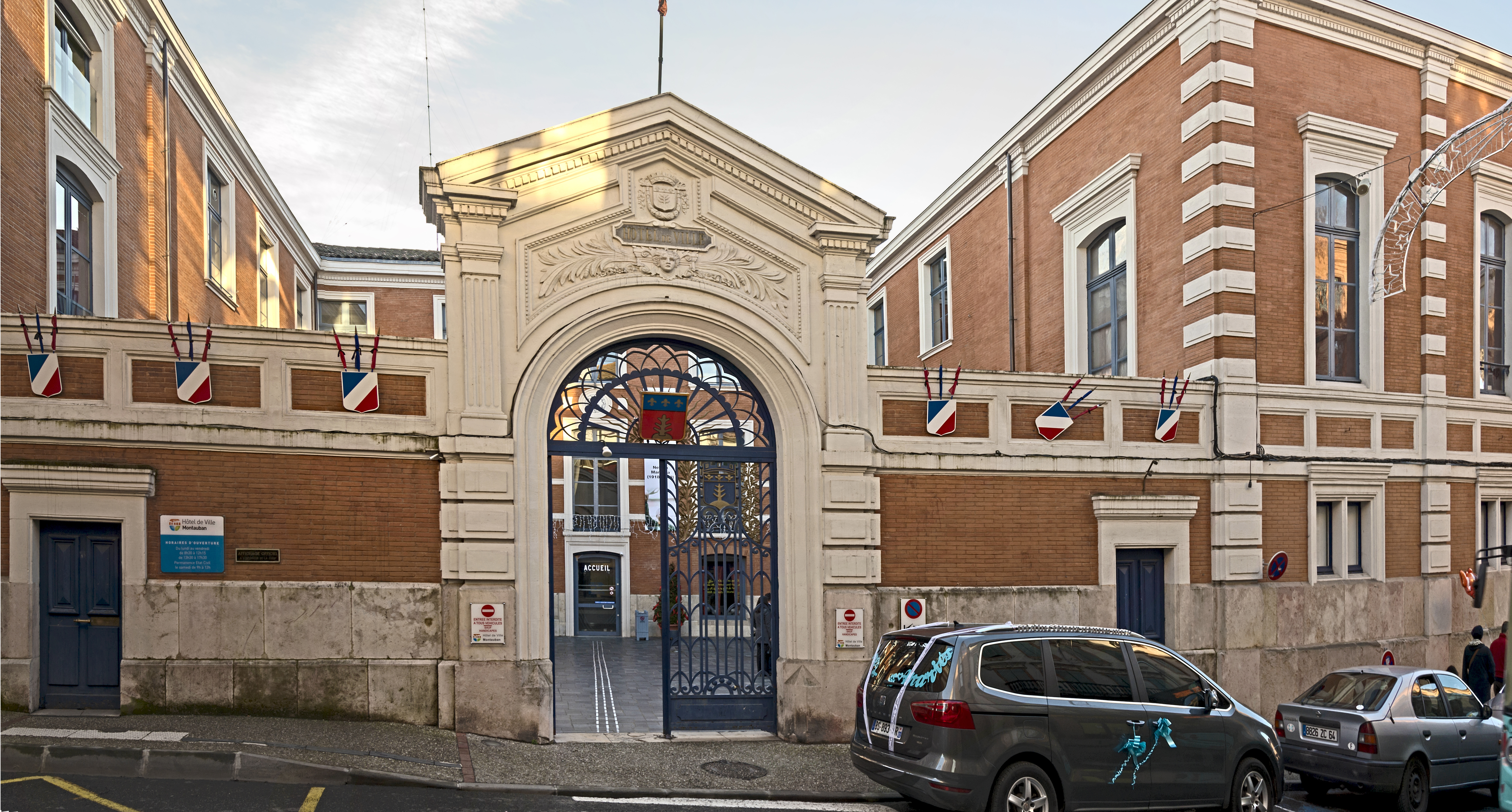
Rådhuset.
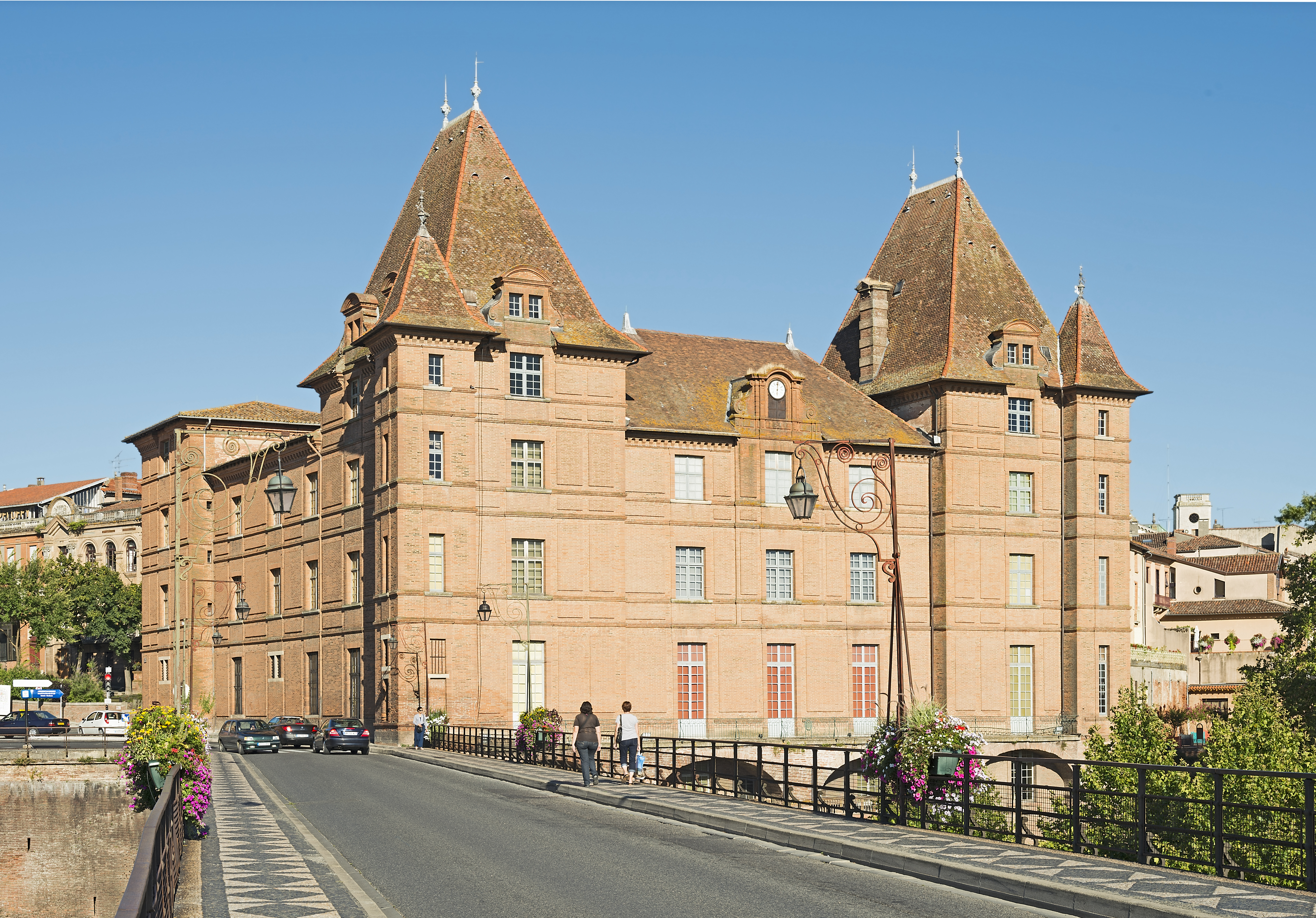
Inges Museum
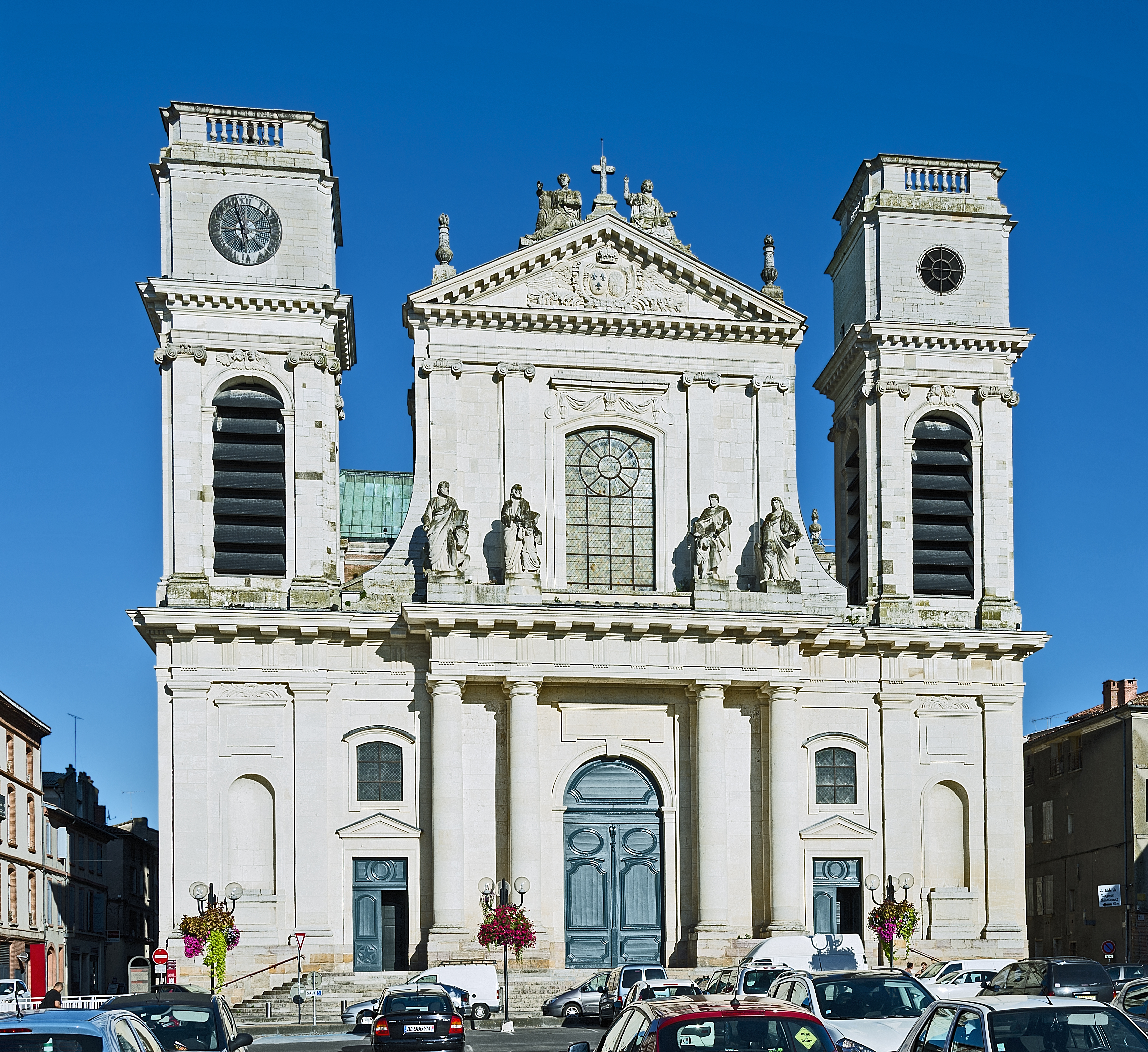
Katedral